# ۱۴ ربیع‌الثانی
۱۴ ربیع‌الثانی، چهاردهمین روز از ماه ربیع‌الثانی در تقویم هجری قمری است.
در تقویم هجری قمری قراردادی این روز صد و سومین روز سال است.